# Вулька-Вибранецька
Вулька-Вибранецька (пол. Wólka Wybraniecka) — село в Польщі, у гміні Станіславув Мінського повіту Мазовецького воєводства.
Населення — 107 осіб (2011).
У 1975-1998 роках село належало до Седлецького воєводства.

## Демографія
Демографічна структура станом на 31 березня 2011 року:
|          | Загалом | Допрацездатний вік | Працездатний вік | Постпрацездатний вік |
| -------- | ------- | ------------------ | ---------------- | -------------------- |
| Чоловіки | 51      | 13                 | 33               | 5                    |
| Жінки    | 56      | 17                 | 23               | 16                   |
| Разом    | 107     | 30                 | 56               | 21                   |